# Achille Bocchi
Pour les articles homonymes, voir Bocchi.
Achille Bocchi (en latin Achilles Bocchius et parfois Achilles Philerotes Bochius), né en 1488 à Bologne et mort le 6 novembre 1562 à Bologne, est un humaniste et écrivain italien.

## Biographie
Achille Bocchi nait à Bologne, en 1488, d’une famille noble. Il montre dans le cours de ses études des dispositions précoces, et se fait connaître, dès l’âge de vingt ans, par un ouvrage d’érudition. Il s’attache, selon l’usage du temps, à plusieurs princes, et d’abord au célèbre Alberto Pio, comte de Carpi. Devenu orateur impérial en cour de Rome, il obtient les titres de chevalier et de comte palatin qui lui donnent la faculté de conférer le doctorat, d’armer chevalier, de créer des notaires. À Bologne, sa patrie, il est élu, dès 1522, au nombre des Anziani, tandis qu’il y est professeur de littérature grecque et latine, de rhétorique et de poésie. Sa fortune lui ayant permis d’y bâtir un palais, il y institue, en 1546, une académie, qui s’appelle de son nom accademia Bocchiana, ou Bocchiale. Elle prend aussi le nom latin d’Hermathena, en italien Ermatena, conforme à sa devise, où étaient gravées les deux figures de Mercure et de Minerve. Le fondateur y place une imprimerie. Les académiciens et lui-même ont pour principale occupation la correction des ouvrages qu’on y imprime. Bocchi connait l’hébreu, est versé dans les antiquités, dans l’histoire, et particulièrement dans celle de sa patrie. Le Sénat de Bologne le charge d’écrire cette histoire, et joint d’assez forts honoraires au titre d’historiographe. Le cardinal Sadoleto, Marc-Antoine Flaminio, Giovanni Filoteo Achillini et Lilio Gregorio Giraldi sont ses amis, et parlent de lui dans leurs ouvrages. Ce dernier savant est son ami le plus intime ; on croit que c'est pour indiquer son tendre attachement pour cet ami, qu’il se donne le surnom de Phileros (ami aimant), que l’on voit en tête de quelques-uns de ses ouvrages. Bocchi meurt à Bologne, le 6 novembre 1562.

## Œuvres

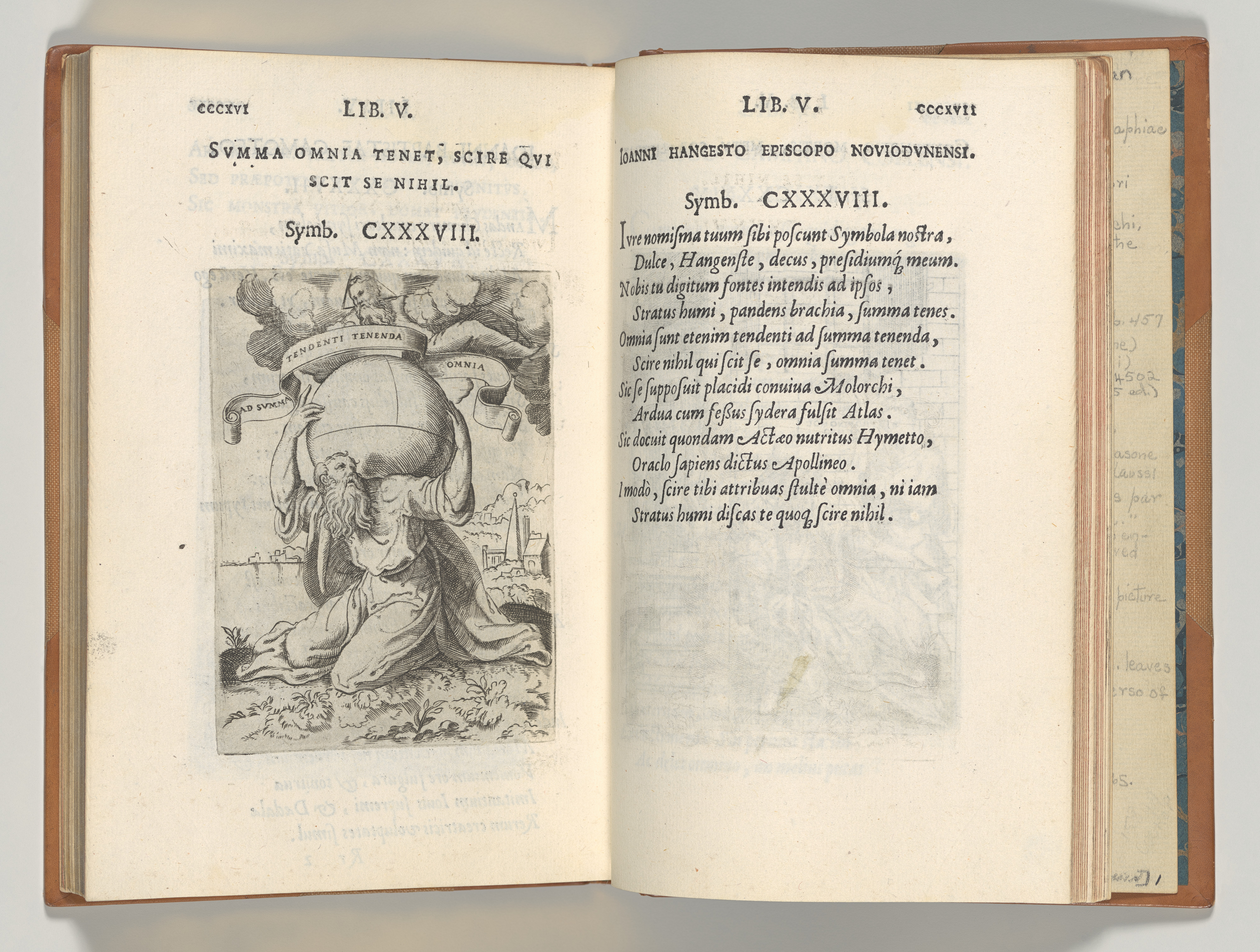
Symbolicarum Quæstionum libri V, 1574.

- Achillis Bononiensis Apologia in Plautum. Vita Ciceronis auctore Plutarcho nuper inuenta ac diu desiderata, Bologne, 1508 (lire en ligne).
- Carmina in laudem Jo. Baplistæ Pii, Bologne, 1509, in-4°.
- Symbolicarum Quæstionum de universo genere, quas serio ludebat, libri V, Bononiæ, in ædibus novæ academiæ Bocchianæ, 1555, in-4°, fig. réimprimé à Bologne, 1574, in-4°. Ce recueil est précieux par les emblèmes, qui sont presque tous de l’invention de Bocchi, et auxquels il a joint des vers latins de sa composition : et par la manière dont ces emblèmes sont gravés dans la première édition, et retouchés dans la seconde. Le premier graveur fut le célèbre Giulio Bonasone, et, comme les planches étaient fatiguées lors de la seconde édition, ce fut un graveur encore plus célèbre, Agostino Carracci, qui les retoucha.
- On trouve des vers latins de Bocchi dans le 1er volume du recueil de Gruter : Deliciæ Italorum Poetarum, et dans le second volume du recueil des Poètes latins d’Italie, imprimé à Florence. On en conserve d’autres en manuscrit dans la Bibliothèque Laurentienne, sous ce titre : Achillis Philerotis Bocchii Lusuum Libellus ad Leonem X. On conserve aussi, dans la bibliothèque de l’Institut de Bologne, l’histoire de cette ville, qu’il avait écrite en latin et en dix-sept livres. Il en existe une copie à la Bibliothèque nationale de France, no 9951.